# 2023년 나카노시 살인 사건
2023년 나카노시 살인 사건은 2023년 5월 25일 오후 4시 30분 즈음 일본 나가노현 나카노시 에베 지구에서 31세인 아오키 마사노리(青木 正憲)가 여성 2명을 칼로 찌르고, 신고를 받고 온 나가노현 경찰 경찰관 2명에게 산탄총으로 발포하여 4명 모두가 사망한 사건이다.